# Enicmus priopterus
Enicmus priopterus is een keversoort uit de familie schimmelkevers (Latridiidae). De wetenschappelijke naam van de soort werd in 1886 gepubliceerd door Thomas Broun.